# تشارلز د. كيمبل
تشارلز د. كيمبل (بالإنجليزية: Charles D. Kimball)‏ هو سياسي أمريكي، ولد في 13 سبتمبر 1859 في بروفيدنس في الولايات المتحدة، وتوفي في 8 ديسمبر 1930. نشط حزبياً في الحزب الجمهوري. وقد انتخب حاكم رود آيلاند ‏ (16 ديسمبر 1901 – 3 يناير 1903).